# Quartier du Jardin-des-Plantes
Quartier du Jardin-des-Plantes är Paris 18:e administrativa distrikt, beläget i femte arrondissementet. Distriktet är uppkallat efter den botaniska trädgården Jardin des Plantes.
Femte arrondissementet består även av distrikten Saint-Victor, Val-de-Grâce och Sorbonne.

## Sevärdheter
- Saint-Médard
- Jardin des Plantes
- Université Sorbonne-Nouvelle

## Bilder
| - De fyra administrativa distrikten i Paris femte arrondissement. - Saint-Médard. - Université Sorbonne-Nouvelle vid Rue Censier. |

## Kommunikationer
- Tunnelbana – linje  – Censier–Daubenton